# Therese Philipsen
Therese Philipsen (født 1976 i Snekkersten) er en dansk journalist og forfatter. Hun har arbejdet på flere TV2-programmer, bl.a. Station 2, og været studievært på TV2 Sporten.
I 2007 kastede hun sig ud i forfattergerningen og udgav spændingsromanen Den tjekkiske forbindelse. Siden fulgte romanen Den Man Elsker, der er blevet solgt til udgivelse i både Tyskland, Grækenland og Norge. Den Man Elsker er begyndelsen på en serie med politiassistent Liv Moretti og NEC's specialenhed i hovedrollerne. Næste bog i serien hedder Fortidens Synder og udkom 23. juni 2011 .
Therese Philipsen flyttede i 2009 til Florida med sin mand og børn. Hun har siden da selvudgivet bøger på engelsk under pseudonymet Willow Rose Den første bog på engelsk udkom i april 2011 og havde titlen One, Two...He is coming for you.  Hun har frem til 2015 solgt op imod én million bøger under pseudonymet Willow Rose.
I 2021 var hun i dokumentarserien MeToo: Sexisme bag skærmen Arkiveret 29. november 2021 hos  Wayback Machine blandt elleve kvinder, der stod frem og berettede om en sexistisk kultur på nyhedsredaktionen på TV2.